# Porticul Liviei
Porticul Liviei (în latină Porticus Liviae, în italiană Portico di Livia) a fost un monument antic roman, constând dintr-un portic ce înconjura un altar dedicat Concordiei, plasat în Regiunea a III-a Isis și Serapis din Roma.